# Noreña (parròquia)
Noreña és una parròquia i la capital del conceyu asturià homònim. La parròquia té una població de 5.204 habitants (sadei 2008) i ocupa una extensió de 3,47 km².
La parròquia és una illa dins del conejo de Siero. Limita al nord amb la parròquia de Samartindianes, al sud amb les de Hevia i Tiñana, a l'est amb la de La Carrera i a l'oest amb la d'Argüeyes.
La seua església parroquial està dedicada a Santa Maria.